# Trường phái dã thú

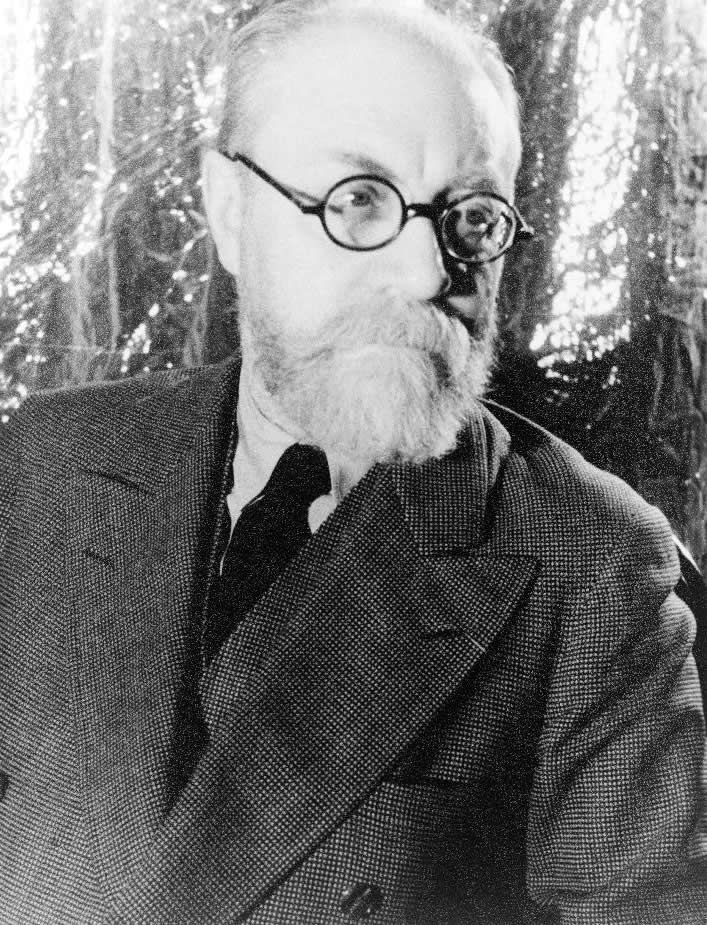
Henri Matisse

Trường phái dã thú (Fauvism hay Les Fauves) là một trường phái nghệ thuật tồn tại trong thời gian ngắn của một nhóm họa sĩ hiện đại. Trong khi phong cách nghệ thuật dã thú bắt đầu từ năm 1900 và kéo dài qua năm 1910, thì trường phái này chỉ tồn tại trong vòng 3 năm, 1905 đến 1907, và có 3 cuộc triển lãm. Những người đứng đầu trường phái này là họa sĩ Henri Matisse và André Derain.

## Họa sĩ và phong cách
Bên cạnh Matisse và Derain, những họa sĩ theo trường phái này gồm có Albert Marquet, Charles Camoin, Louis Valtat, họa sĩ Bỉ Henri Evenepoel, Jean Puy, Maurice de Vlaminck, Alfred Maurer, Henri Manguin, Raoul Dufy, Othon Friesz, Georges Rouault, họa sĩ Hà Lan Kees van Dongen, họa sĩ người Thụy Sĩ Alice Bailly và Georges Braque (sau đó trở thành cộng tác viên với Picasso trong trường phái Lập thể).
Trường phái này có sự phản ứng mạnh mẽ chống lại trường phái ấn tượng, chống lại sự mất mát không gian do dùng quá nhiều ánh sáng, do sự phân tích tỉ mỉ, không theo quy luật nào, vì thế chỉ là sự ngẫu nhiên và không có suy tính trước. Sự cần thiết cho họa sĩ trường phái Dã thú là màu sắc, chứ không phải vẽ như thấy thực tế, mà là phải sáng tạo sắc độ. Bức tranh là một bố cục nhiều màu, không phải là sự sao chép thiên nhiên; là sự liên tục tạo hình sống động, không là cảnh sắc vặt vụn, là một sự bố cục màu sắc mạnh bạo, không phải là sự tình cờ đẹp mắt.

## Sự phát triển

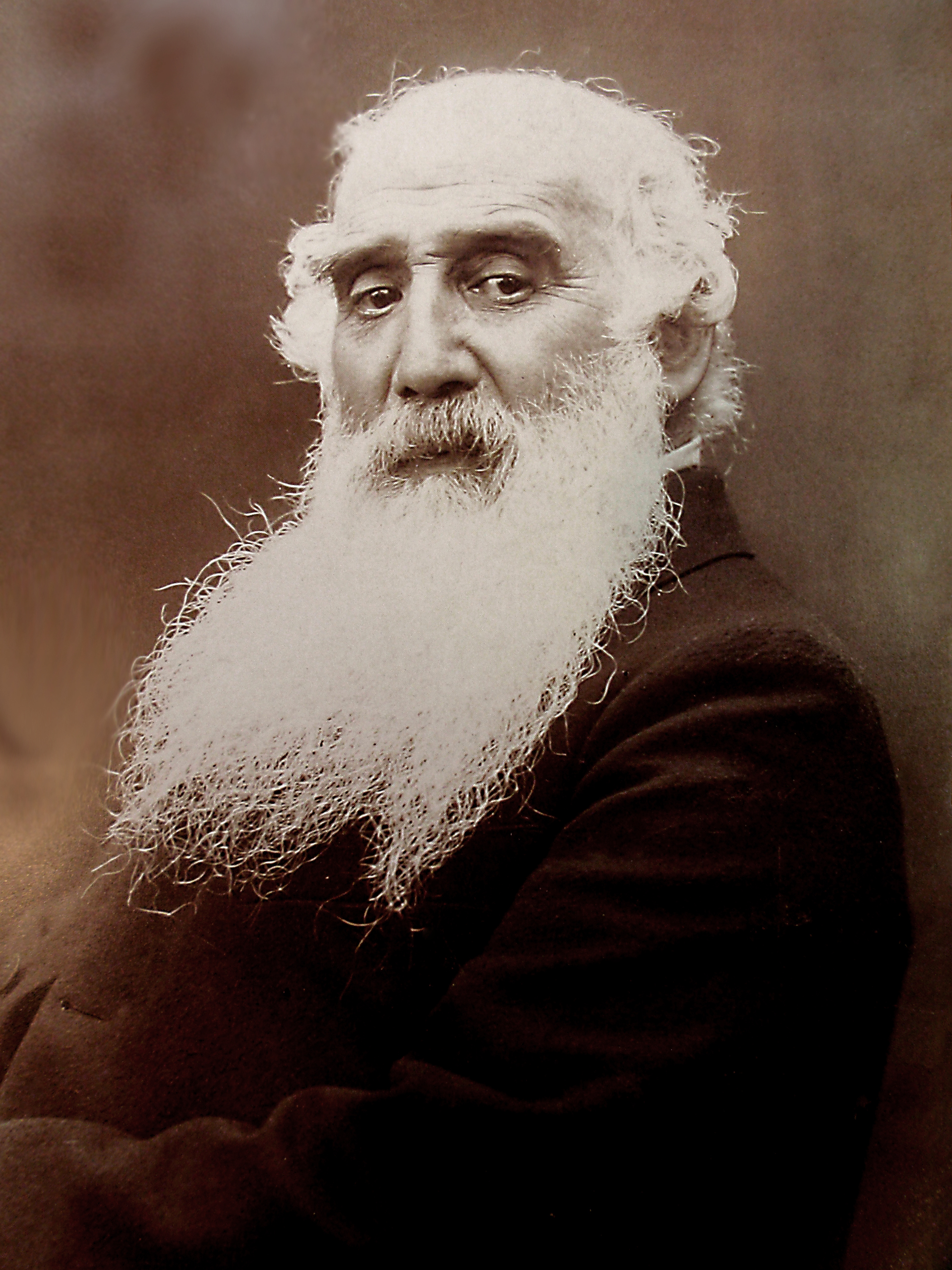
Hình ảnh Người Portrait of Camille Pissarro

Khuynh hướng Dã thú ra đời đầu thế kỷ 20, phát triển cực thịnh năm 1905 - 1906, có dấu hiệu suy tàn năm 1907 và chấm dứt hoạt động trước Chiến tranh thế giới thứ nhất để chuyển sang những phong cách rất khác nhau. Cách tân về màu sắc một cách triệt để. Tranh không diễn tả khối, không vờn sáng tối mà chỉ có những mảng màu gay gắt, những đường viền mạnh bạo nhưng không vì vậy mà mất đi vẻ đẹp dứt khoát. Những thành viên tiêu biểu là: Henri Matisse, Vlaminck, Derain, Van Doghen, Marquet, Dufy....